# Gley Lancer
Gley Lancer (グレイランサー?) è un videogioco sparatutto del 1992 per Sega Mega Drive. Originalmente pubblicato solo in Giappone, il titolo ha ricevuto una conversione per Wii distribuita nel 2008 internazionalmente tramite Virtual Console. Nel 2019 il gioco ricevette una nuova pubblicazione in formato fisico solo in Giappone.
Nel 2021 l'editore Ratalaika Games ha distribuito una versione del gioco per PlayStation 4, PlayStation 5, Xbox One, Xbox Series X/S e Nintendo Switch.

## Trama
Ambientato nel 2025, la protagonista è Lucia, che affronterà la minaccia aliena a bordo del veicolo sperimentale Gley Lancer per salvare il padre Ken. La storia è narrata attraverso pannelli in stile manga, molto similmente a Phantasy Star IV o Gaiares.

## Sviluppo
Il titolo del gioco è un esempio di engrish, molto comune negli shoot em up dell'epoca. La "r" di "Grey" è stata sostituita con la "l", trasformando quindi il nome del gioco stesso.

## Accoglienza
Il gioco ha avuto all'uscita voti contrastanti. In Giappone Famitsū gli assegnò un voto pari a 22 su 40. La versione per Virtual Console, invece, ha visto Eurogamer assegnargli un voto 4/10 mentre Nintendo Life invece 7/10.
Per quanto riguarda invece la versione del 2021, pubblicata da Ratalaika Games, l'accoglienza è stata migliore, con Nintendo Life che ha assegnato al gioco 9/10, Nintendo Enthusiast 8/10 mentre sul fronte italiano il sito Denjin Den l'ha definito "quasi perfetto".